# 2071
2071 هي سنة قادمة في التقويم الميلادي ستكون سنة بسيطة تبدأ يوم الأربعاء وهي السنة 71 من الألفية الميلادية الثالثة وسنة من سنوات القرن الحادي والعشرين.

## أنضر أيضا
- 2070
- 2022
- تقويم ميلادي